# حمى الجليد (فلم)
حمى الجليد (بالإنجليزية: Frozen Fever) أو ملكة الثلج: احتفال كبير هو فيلم رسوم متحركة غنائي محرك حاسوبيًا من إنتاج استوديوهات والت ديزني للرسوم المتحركة وتوزيع أفلام والت ديزني. مدته 7 دقائق، أصدر الفيلم عام 2015 ملحقًأ بفيلم سندريلا الحي من إنتاج شركة والت ديزني. بإخراج من نفس مخرجي الفيلم الأصلي كريس بك وجينيفر لي. ويعتبر هذا الفيلم تكملة لأحداث الفيلم الأول ملكة الثلج والذي صدر عام 2013. أستغرق إنتاج الفيلم ما يعاد ست أشهر بداية من يونيو 2014.
يستعرض الفيلم حكاية عيد ميلاد آنا الأول منذ أن تحررت إلسا من حبسها لنفسها بشكل دائم في غرفتها، حيث تعمل إلسا جاهدةً على منح أختها عيد ميلادٍ لا مثيل له، مع إستعراض أغنية احتفال كبير بغناء أساسي من إلسا معظم الفيلم.

## الحكاية
إنه عيد ميلاد آنا، وإلسا وكريستوف وسفن وأولاف يحضرون الحفلة كمفاجأة لآنا. تذهب إلسا لإيقاظ آنا وتخبرها ان تتبع الخيط لتصل إلى الهدايا ولكنها أصيبت بالزكام وكلما عطست صنعت كرات صغيرة من الثلج غير ناطقة تسمى ألا ودون ان تنتبه انها تفعل ذلك. وكانوا الألا يردون اكل الكعكة وكريستوف وسفن يحاولان منعهم من ذلك. تبدأ إلسا ان تتعب أكثر فتطلب منها آنا ان تعود للمنزل لترتاح، ولكن إلسا ترفض وتخبر آنا انه لا يجب عليهما التوقف. بينما كريستوف وسفن يطاردان الألا داخل القصر، وفجأة تلاحظ آنا ان إلسا حرارتها عالية جدا وانها اصيبت بحمى . تعود معها إلسا إلى المنزل وتعتذر لها ؛ لأنها لم تكمل لها حفلة عيد ميلادها وعندما دخلوا القصر وجدوا كريستوف وسفن وأولاف والألا قد حضروا حفلة عيد الميلاد كمفاجأة لآنا . فيأتي ميعاد ان تنفخ إلسا في البوق بمناسبة عيد ميلاد آنا ولكنها تعطس فيه فتذهب كرة الثلج الكبيرة إلى الجزر الجنوبية وتقع على هانز . ثم يأخد كريستوف وسفن الألا إلى قصر إلسا الجليدي مع دعبول وحشها الضخم نتيجة كثرة عددهم.

## الأصوات
- كريستين بيل بدور آنا (في النسخة العربية: شروق صلاح)
- أدينا منزل بدور ألسا (في النسخة العربية: نسمة محجوب)
- جوناثان غروف بدور كريستوف (في النسخة العربية: علاء خالد)
- جوش غاد بدور أولاف (في النسخة العربية: هشام الجندي)[3]
- كريس ويليامز بدور اوكن

## وصلات خارجية
- حمى الجليد على موقع IMDb (الإنجليزية)
- حمى الجليد على موقع روتن توميتوز (الإنجليزية)
- حمى الجليد على موقع نتفليكس (الإنجليزية)
- حمى الجليد على موقع ألو سيني (الفرنسية)
- حمى الجليد على موقع أول موفي (الإنجليزية)
- حمى الجليد على موقع فيلمافينيتي (الإسبانية)
- حمى الجليد على موقع قاعدة بيانات الفيلم (الإنجليزية)
- حمى الجليد على موقع ليتربوكسد (الإنجليزية)
- حمى الجليد على موقع كينوبويسك (الروسية)